# Coloração de Field

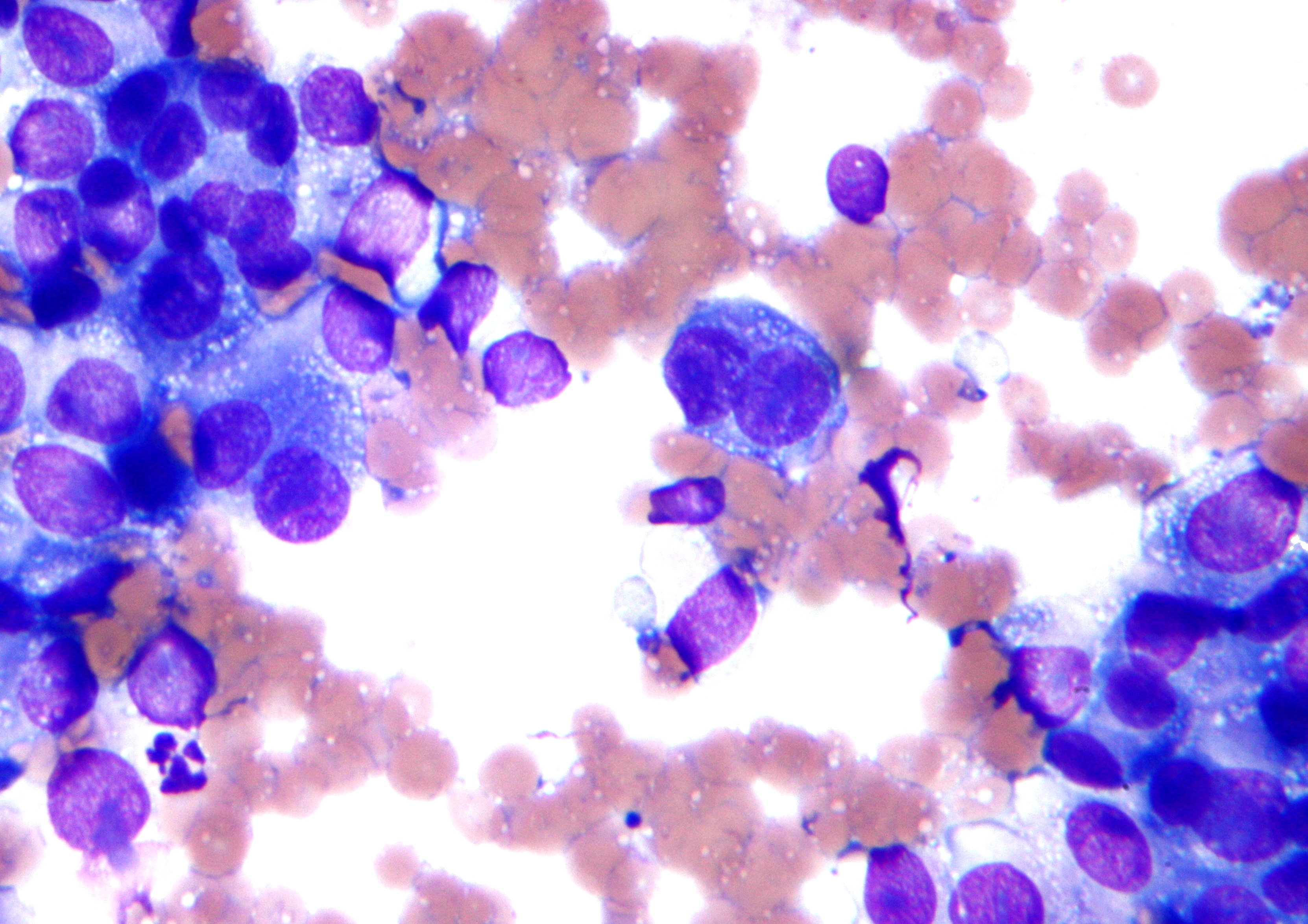
Microfotografia de uma coloração de Field mostrando melanoma maligno.

Coloração de Field é um método histológico para coloração de esfregaços de sangue. É utilizada para a coloração de esfregaços de sangue espesso, a fim de descobrir parasitas da malária. A coloração de Field é uma versão da coloração de Romanowsky, usada para o processamento rápido dos espécimes.
A coloração de Field usa azul de metileno e Azure 1 dissolvidos em solução tampão de fosfato e Eosina Y em solução tampão. A coloração de Field é nomeado devido ao médico John William Field, que a desenvolveu em 1941.

## Soluções corantes

### A partir dos reagentes
Preparação das soluções 1 (ou A) e 2 (ou B) da coloração de Field a partir dos reagentes:

#### Solução de Field 1 (ou A)
1. Dissolver 1,6 g de azul de metileno em um litro de água destilada.
2. Dissolver 2,6 g de Na2HPO4 (anidro) na solução do passo 1.
3. Dissolver 1 g de azure 1 na solução do passo 2.
4. Dissolver 2,6 g de KH2PO4 na solução do passo 3.
5. Coloque a solução resultante sob aquecimento moderado (sem fervura) com agitação por 45 minutos a 1 hora,
6. Deixe a solução descansar em temperatura ambiente por 24 horas.
7. Filtre. Envase em frasco de vidro âmbar anotando a data de preparação.

#### Solução de Field 2 (ou B)
1. Dissolver 2 g de eosina Y em um litro de água destilada.
2. Dissolver 2,6 g de Na2HPO4 (anidro) na solução do passo 1.
3. Dissolver 2,6 g de KH2PO4 na solução do passo 2.
4. Filtre. Envase em frasco de vidro âmbar anotando a data de preparação.

### A partir de misturas corantes prontas
Preparação da solução corante de Field 1 (ou A) e 2 (ou B) utilizando a mistura corante em pó comercialmente disponível.

#### Solução de Field 1 (ou A)
1. Pesa-se corante de Field 1 (ou A) em pó: 5 gramas
2. Aquece-se 600 mL de água destilada a 80 ° C ou manteve-se a 60 ° C durante 30 minutos.
3. Mistura-se o pó na água quente até se dissolver.
4. Filtra-se a solução. Envase em frasco de vidro âmbar anotando a data de preparação.

#### Solução de Field 2 (ou B)
1. Pesa-se corante de Field 2 (ou B) em pó: 4,8 gramas
2. Aquece-se 600 mL de água destilada a 80 ° C ou manteve-se a 60 ° C durante 30 minutos.
3. Mistura-se o pó na água quente até se dissolver.
4. Filtra-se a solução. Envase em frasco de vidro âmbar anotando a data de preparação.

### Modificações paraTrichomonaseAcanthamoeba[6][7][8]

#### Solução A (ingredientes por litro de metanol)
1. Fosfato dissódico 2,6 g
2. Fosfato monopotássico 2,6 g
3. Azul de metileno 1,6 g
4. Azure I (Azure B) 1,6 g

#### Solução B (ingredientes por litro de metanol)
1. Eosin Y 2,0 g

## Protocolos de coloração

### Protocolo de coloração para esfregaços sanguíneos[9]
1. Preencher duas cubas de coloração ou outro frasco de boca larga adequado com, respectivamente:

1.1.Solução de Field A (corante azul).
1.2.Solução de Field B (corante vermelho).
1. Faça o esfregaço sanguíneo sobre uma lâmina para microscopia e seque ao ar.
2. Fixe em metanol por um minuto ou com a aplicação de algum fixador em spray.
3. Seque ao ar.
4. Mergulhe o esfregaço na solução corante de Field B (corante vermelho) por 5 a 6 segundos (este tempo, com a prática, pode ser ajustado).
5. Lavar em água de torneira corrente.
6. Mergulhe o esfregaço na solução corante de Field A (corante azul) por 10 a 30 segundos (este tempo, com a prática, pode ser ajustado).
7. Lavar novamente em água de torneira corrente.
8. Secar ao ar e o esfregaço está pronto para o exame ao microscópio.

### Variação com coloração direta sobre a lâmina[10]
1. Fixe o esfregaço em metanol anidro por um minuto. Deixe secar por evaporação.
2. Dilua a solução corante de Field B na proporção de 1:5 com água tamponada com pH levemente alcalino.
3. Cubra o esfregaço com a solução corante Field B diluída.
4. Imediatamente, adicione um volume igual de solução de Field A.
5. Misture por meio de inclinações alternadas da lâmina e deixe corar por um minuto.
6. Lave a solução corante com água com cuidado.
7. Limpe a superfície inferior da lâmina e deixe secar ao ar a preparação.

### Protocolo para protozoários em esfregaços fecais[11]
Prepare uma diluição em pequena quantidade da solução corante B (vermelho) diluída a uma parte para 4 com água (por exemplo, 1 mL de corante para 4 mL de água).
1. Prepare um esfregaço fecal fino na lâmina e seque ao ar.
2. Fixe em metanol por alguns minutos.
3. Remova o metanol e cubra o esfregaço com 1 mL (aproximadamente 20 gotas) da solução corante B diluída recentemente preparada.
4. Imediatamente, adicione 1 mL (novamente, aproximadamente 20 gotas) da solução corante A e deixe misturar cuidadosamente os dois corantes.
5. Permita que a coloração ocorra por um período de tempo de 1 a 2 minutos e lave cuidadosamente com água e seque ao ar.

Núcleos e flagelos são coloridos de vermelho, citoplasma em azul. Alterações morfológicas de células inflamatórias podem ser também examinadas por aplicação deste mesmo método.

## Imagens adicionais

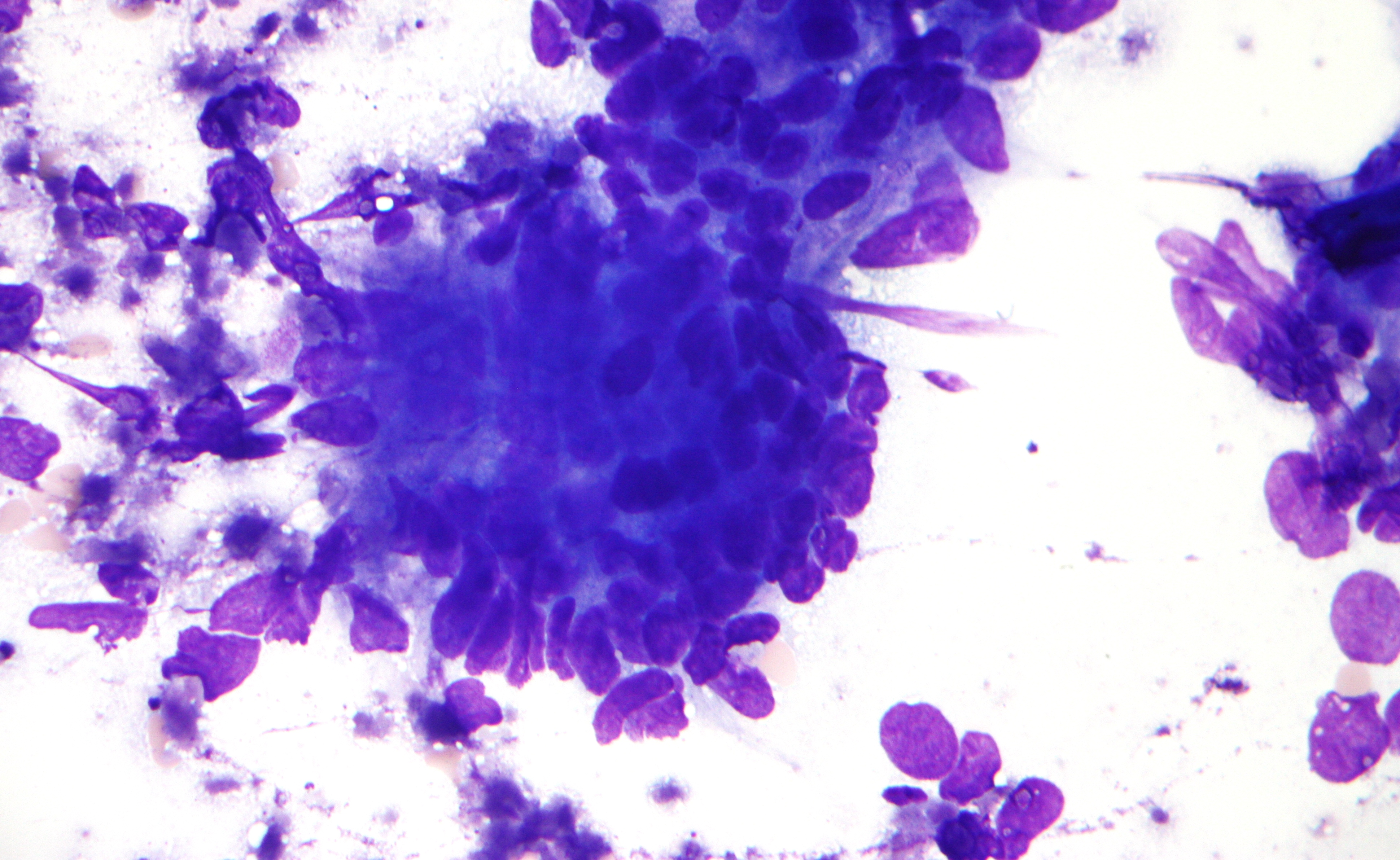
Adenocarcinoma colorretal. Coloração de Field.
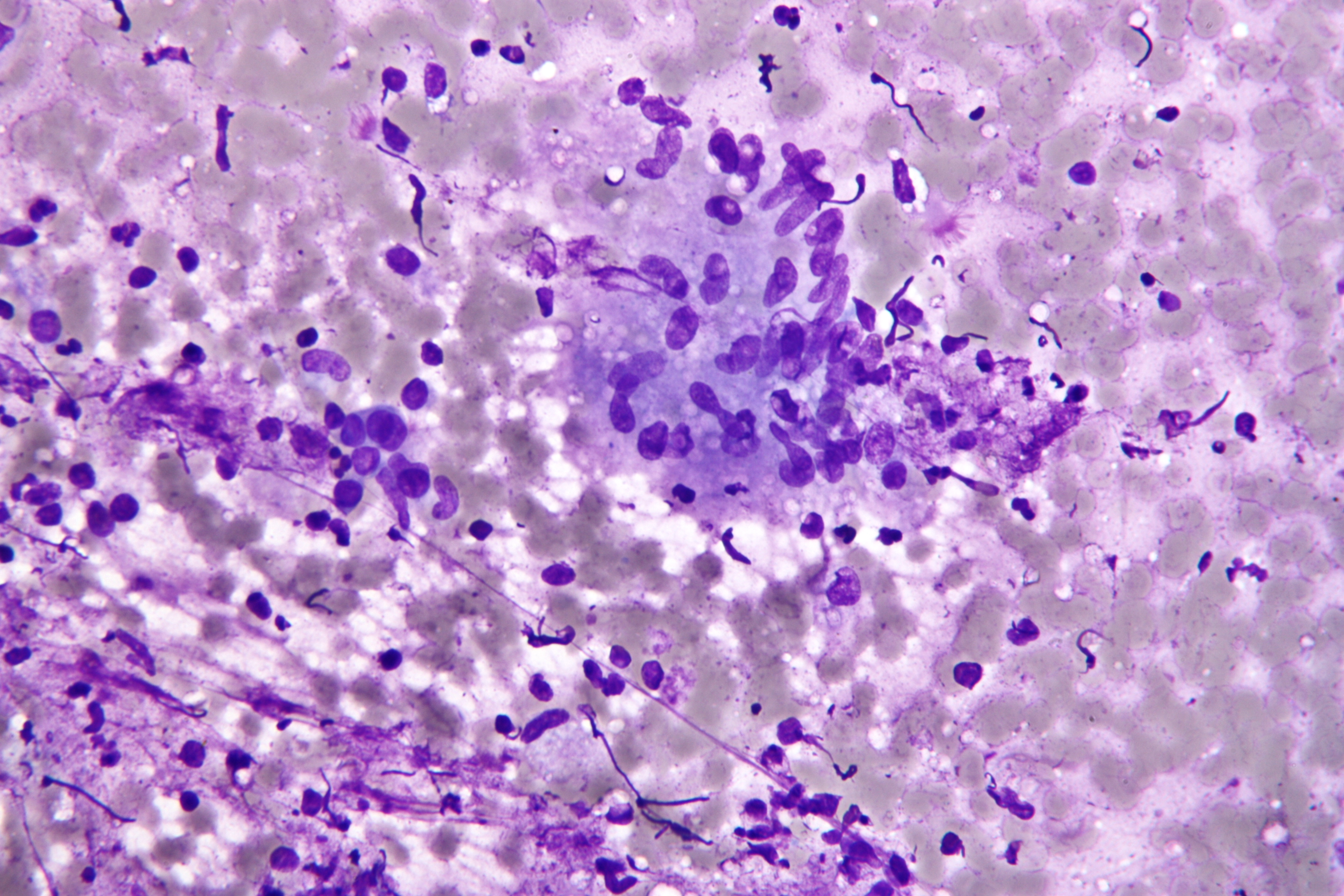
Granuloma. Coloração de Field.